# Al Oerter
Alfred Adolph „Al” Oerter Jr (ur. 19 września 1936 w Nowym Jorku, zm. 1 października 2007 w Fort Myers) – amerykański lekkoatleta dyskobol, czterokrotny mistrz olimpijski.
Legenda światowego rzutu dyskiem. Pierwszy lekkoatleta, któremu udało się czterokrotnie zwyciężyć na igrzyskach olimpijskich w jednej konkurencji. To osiągnięcie wyrównał dopiero w skoku w dal Carl Lewis.
Urodził się w Astorii w Queens w Nowym Jorku. Warunki fizyczne (192 cm wzrostu, 127 kg) predestynowały do trenowania rzutów. Zaczął uprawiać rzut dyskiem i w 1954 otrzymał stypendium sportowe University of Kansas.
Na igrzyskach olimpijskich w 1956 w Melbourne nie był faworytem, ale rzucił 56,36 m, co było nowym rekordem olimpijskim i jego rekordem życiowym i zdobył złoty medal. W 1957 zdobył mistrzostwo Stanów Zjednoczonych (AAU) (powtórzył to osiągnięcie jeszcze w 1958, 1960, 1962, 1964 i 1966), a także akademickie mistrzostwo USA (NCAA (zdobył je również w 1958 wspólnie z Rinkiem Babką). Zwyciężył na igrzyskach panamerykańskich w 1959 w Chicago.
Na igrzyskach olimpijskich w 1960 w Rzymie Oerter i Babka byli uznawani za faworytów. Po czterech kolejkach prowadził Babka. Udzielił wskazówek Oerterowi przed piątym rzutem i ten poprawił rekord olimpijski wynikiem 59,18 m, który dal mu drugi złoty medal. Babka zdobył srebro. 18 maja 1962 Oerter ustanowił rekord świata rzutem na odległość 61,10 m. Później jeszcze trzykrotnie poprawiał rekord świata do wyniku 62,94 m 25 kwietnia 1964.
Przed igrzyskami olimpijskimi w 1964 w Tokio Oerter doznał kontuzji szyi. Nosił kołnierz ortopedyczny i bandaż na żebrach. Pomimo kontuzji i bólu w piątym rzucie po raz kolejny pobił rekord olimpijski wynikiem 61,00 m i zdobył trzeci złoty medal olimpijski. Ostatniego rzutu nie był w stanie wykonać z powodu bólu.
Na igrzyskach olimpijskich w 1968 w Meksyku faworytem był rekordzista świata Amerykanin Jay Silvester. Oerter jednak po raz kolejny poprawił rekord olimpijski na 64,48 m i zdobył swój czwarty złoty medal olimpijski. Wkrótce potem wycofał się z wyczynowego uprawiania sportu, ale powrócił w 1977. Po niemal 12 latach od ostatniego zwycięstwa olimpijskiego w Meksyku Oerter w wieku niespełna 44 lat walczył jeszcze o swoje piąte igrzyska. Ustanowił znakomity rekord życiowy – 69,42 m, ale w kwalifikacjach przedolimpijskich zajął dopiero czwartą lokatę. Stany Zjednoczone ostatecznie zbojkotowały moskiewskie igrzyska, a Oerter zajął drugą lokatę w przeprowadzonych równolegle do moskiewskich igrzysk zawodach Olympic Boycott Games 1980.
Po zakończeniu kariery sportowej Oerter zajął się malarstwem abstrakcyjnym. Zaczął w latach 80., tworząc kierunek o nazwie Smash Art, rzucając dysk do farby. W 1999 zajął się malarstwem na serio.
Al Oerter od młodości cierpiał na nadciśnienie tętnicze i to choroba serca była przyczyną jego śmierci. Zmarł w szpitalu na Florydzie.